# Этьен II де Труа
Этьен II де Труа (умер около 1048) — граф Труа, Мо и Бри с 1037 года. Второй (младший) сын графа Блуа, Шартра, Реймса, Труа и Мо Эда II и Эрменгарды Овернской.

## Биография
Имя Этьена впервые упоминается в 1032 году в хартии, данной аббатству Эперне. В 1037 году при разделе отцовских владений Этьен унаследовал графства Труа и Мо, которые позже стали ядром Шампани.
Вместе со старшим братом Тибо III Этьен враждовали с королём Франции Генрихом I и императором Генрихом III. В итоге он потерял пограничный замок Доншри, который король Генрих I пожаловал герцогу Нижней Лотарингии Гоцело I.
В 1044 году он участвовал в неудачной войне, которую его брат Тибо III вёл против графа Анжу Жоффруа II Мартела.
Этьен умер 19 мая. Точный год его смерти неизвестен, это произошло между 1045 и 1048 годами.

## Семья
Жена: Адель (ум. после 1090). Дети:
- Эд III (ум. после 1118), граф Труа и Мо с 1048, граф Омальский (по праву жены), родоначальник ветви графов Омальских.